# Фридлизиус, Йоэль
Йоэль Фридлизиус (швед. Joel Fridlizius, 31 декабря 1869, Гётеборг — 6 января 1963, Скара) — шведский шахматист, мастер. Один из сильнейших шахматистов Швеции до Первой Мировой войны.
В 8-м турнире северных стран (1912 г.) нанес поражения А. А. Алехину (будущему победителю турнира) и Р. Шпильману.
Вел шахматный отдел в газете «Göteborgs Handels-och Sjöfarts-Tidning».
Активно играл по переписке.
Будучи председателем Гётеборгского шахматного клуба, организовал в 1920 году первый после Мировой войны крупный международный турнир.
Также был известен как проблемист. Составлял трехходовки в стиле чешской школы. Некоторые из его задач были помещены в книгу Ю. А. Роса «370 Udvalda Svenska Schackproblem» (1901 г.). Получил 1-ю премию в конкурсе газеты «St. Petersburger Zeitung» в 1898 году.
Остаток жизни провел в Скаре, где, как и в Гётеборге, возглавлял шахматный клуб. Последний раз стал чемпионом клуба в 1954 году в возрасте 84 лет.

## Спортивные результаты
| Год                       | Город                                 | Турнир                                          | + | − | = | Результат | Место |
| ------------------------- | ------------------------------------- | ----------------------------------------------- | - | - | - | --------- | ----- |
| 1901                      | Гётеборг                              | 3-й турнир северных стран                       | 7 | 3 | 1 | 7½ из 11  | 2     |
| 1906                      |                                       | Матч Гётеборг — Стокгольм (против К. Рюдберга)  | 0 | 0 | 1 | ½ из 1    |       |
| 1907                      |                                       | Матч Гётеборг — Стокгольм (против С. Свенссона) | 0 | 0 | 1 | ½ из 1    |       |
| 1908                      |                                       | Матч Гётеборг — Стокгольм (против С. Свенссона) | 1 | 0 | 0 | 1 из 1    |       |
| 1909                      |                                       | Матч Гётеборг — Стокгольм (против Г. Нюхольма)  | 1 | 0 | 0 | 1 из 1    |       |
|                           | Гётеборг                              | Международный турнир (побочный турнир)          | 5 | 1 | 1 | 5½ из 7   | 1     |
| 1912                      |                                       | Матч Гётеборг — Стокгольм (против Ф. Энглунда)  | 0 | 1 | 0 | 0 из 1    |       |
|                           | Стокгольм                             | 8-й турнир северных стран                       | 4 | 6 | 0 | 4 из 10   | 7—9   |
| 1920                      |                                       | Зимний турнир                                   |   |   |   |           |       |
| Соревнования по переписке |                                       |                                                 |   |   |   |           |       |
| 1897 — 1900               | Турнир шведских шахматистов           | Турнир шведских шахматистов                     |   |   |   |           | 1     |
| 1900 — 1902               | Турнир Гётеборгского шахматного клуба | Турнир Гётеборгского шахматного клуба           |   |   |   |           | 1     |